# Praxinoscopi-teatre

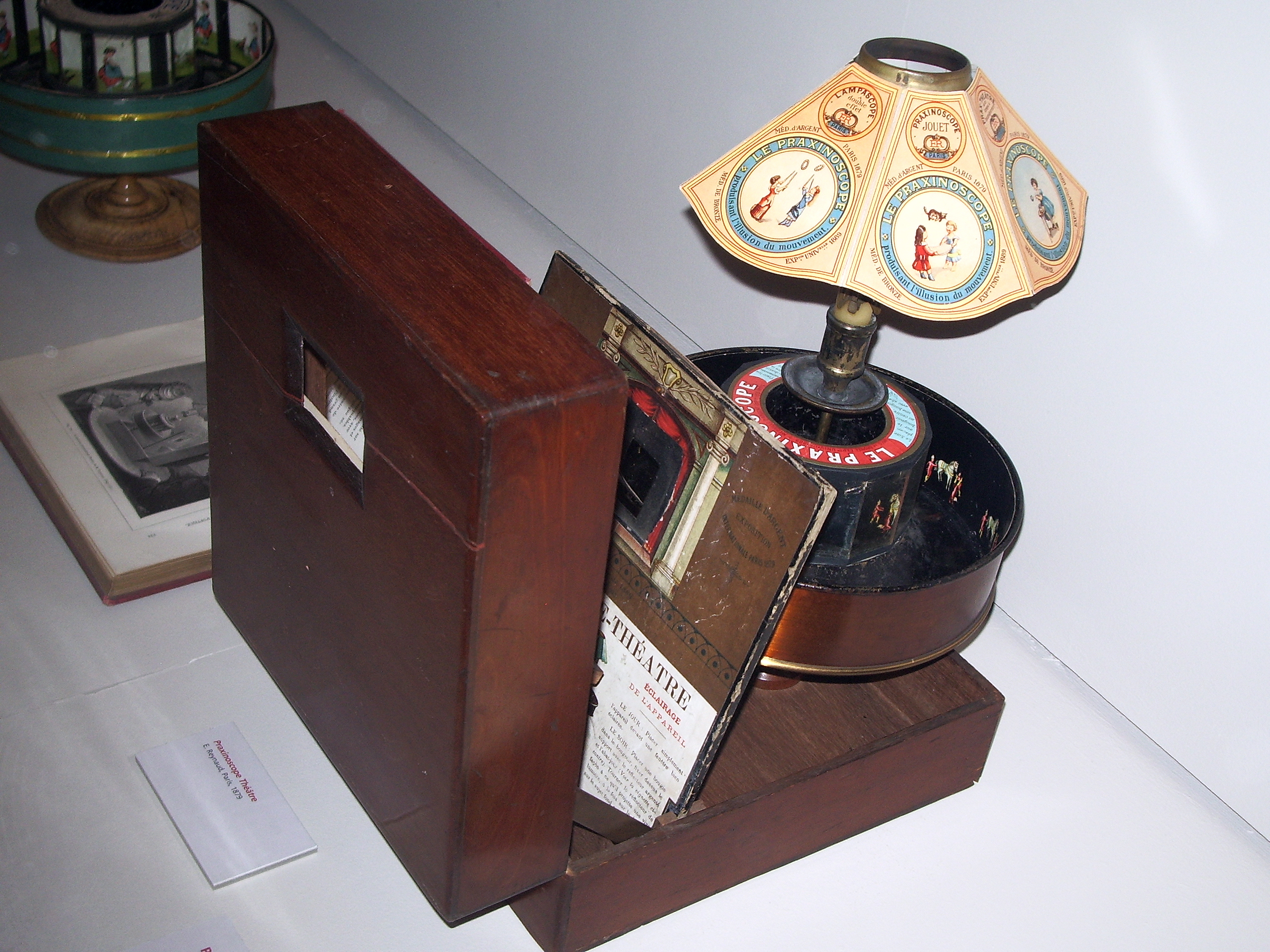
Model de praxinoscopi-teatre.

El praxinoscopi-teatre és un joc òptic, resultat del perfeccionament del praxinoscopi de Charles-Émile Reynaud, inventor i pioner del cinema d'animació. Reynaud el va introduir l'any 1879, dos anys després d'haver patentat el praxinoscopi. El nou invent creava una il·lusió de moviment dels personatges a l'interior d'un decorat fix, funcionant segons el principi de la compensació òptica.
La millora respecte el praxinoscopi consistia en que ara les animacions es veien a través d'un vidre on es reflectia un fons estàtic semblant a un decorat teatral, tot emmarcat en una imitació de prosceni en miniatura. Aquest efecte el va aconseguir gràcies al vidre, que transparentava els personatges en fons negre reflectits al mirall del praxinoscopi, i a la vegada reflectia el decorat, aconseguint un efecte de superposició. Aquest format obligava a que fos de reproducció individual, motiu pel qual no pot ser considerat cinema, ja que li manca la projecció.
El praxinoscopi-teatre no va tenir tant èxit com el praxinoscopi original, i és normalment considerat un pas intermedi per a la invenció del teatre òptic o praxinoscopi de projecció.

## Història
L'any 1876, Charles-Émile Reynaudva crear el Praxinoscopi[del grec praxis (moviment) i skopein (examinar, mirar)]. El praxinoscopi està format per un tambor circular giratori amb una tira de dotze dibuixos en el seu interior. Aquest tambor s'adhereix a un cilindre central immòbil que està envoltat de dotze miralls (tants miralls com dibuixos hi ha), on s'hi reflecteixen els dibuixos de la tira del tambor, de manera que quan el tambor gira, observant un dels miralls que hi ha a l'interior, la successió de les imatges de les dotze tires crea sensació de moviment. El praxinoscopi consisteix en la millora del zoòtrop, invent de William George Horner l'any 1834. El zoòtrop també estava format per en un tambor que girava amb un tira d'imatges en el seu interior, però en comptes d'haver-hi miralls al centre del tambor on s'hi reflectien les imatges, el tambor tenia ranures per poder mirar els dibuixos del seu interior. El Praxinoscopi, per tant, substitueix les escletxes en el tambor del zoòtrop i incorpora un joc de miralls en el seu centre.
Dos anys més tard, l'any 1878, el mateix Reynaud va millorar el praxinoscopi i va crear el Praxinoscopi-teatre. Ara les animacions es veien a través d'un vidre on semblava que hi hagués un fons teatral com si es tractés d'un escenari de teatre petit. Fins al 1980 va continuar perfeccionant-ne el disseny, quan va crear la primera versió de projecció. La projecció del Praxinoscopi utilitzava  una llanterna màgica per projectar les imatges en moviment en una pantalla petita, el que permet una major audiència per veure-ho, però encara estava limitada a 12 imatges.
L'any 1888, va perfeccionar la tècnica de projecció a gran escala, utilitzant un disseny semblant al dels projectors que apareixerien anys més tard en el cinema. Reyanuld va pintar unes plaques de vidre i les va muntar en bandes de cuir que estaven connectades per una tira de metall amb un forat que li va permetre situar-se sobre un passador en el tambor giratori i alinear la imatge amb la llum de projecció. Amb el muntatge de les franges d'imatge connectades en un parell de rodes similars als rotllos de pel·lícula modernes, Reynaud va ser capaç de crear una sèrie contínua d'imatges en moviment, sobrepassant les dotze imatges que sempre havia tingut per límit amb el praxinoscopi.
Finalment, el 28 d'octubre 1892, Reynauld va fer la primera projecció al públic d'un espectacle d'imatges en moviment al Museu Grévin de París, abans que els germans Lumière fessin la seva primera projecció de L'arribada d'un tren a l'estació el 1895.   L'espectacle de Reynauld, Pantomimes Lumineuses, incloïa tres espectacles amb un acompanyament de piano. El primer, titulat Pauvre Pierrot! tenia una durada de 36 metres i 500 imatges; el segon, titulat Clown et ses chiens feia 22 metres i tenia 300 imatges; i el tercer, Un bon bock, feia 50 metres i 700 imatges. Reynauld era qui feia els dibuixos de les seves pel·lícules i qui, alhora,  passava les projeccions al públic, motiu pel qual no tenia massa temps per fer noves pel·lícules i amb l'arribada dels germans Lumière va quedar eclipsat. Reynauld va fer altres obres com Un Rêve au coin du feu (1894)., Autour d'une cabine (1895), Guillaume Tell (1896) i Le Premier cigare (1897). Tot i que més de 500.000 persones van veure les seves obres, Reynauld va morir arruïnat.

## Funcionament
Els personatges de les bandes del praxinoscopi, el qual està integrat dins d'una caixa disposada per permetre la il·lusió, estan dibuixats sobre un fons negre. A la tapa de la caixa hi ha una petita finestra per on ha de mirar l'espectador, a sota d'aquesta, a l'interior de la caixa, es troba el dibuix de la decoració fixa. A mig camí entre la finestra i els miralls del praxinoscopi, es troba un panell inclinat, adornat amb el dibuix d'un teló de teatre.
 Al panell inclinat (costat de l'espectador) es disposa una placa de vidre que reflectirà la decoració fixa que hi ha al davant. A l'altre costat del panell (costat del praxinoscopi) i al nivell de la placa de vidre, es disposa una petita obertura que permetrà veure els personatges reflectits en els miralls del cilindre. Els personatges semblen aparèixer en primer pla, al davant del conjunt, i cobren vida tan aviat com girem el tambor del praxinoscopi.